# Kim Dae Jung
Kim Dae-jung; južnokorejski politik, nobelovec, *6. januar 1924, †18. avgust 2009.
Bil je predsednik Južne Koreje od leta 1998 do 2003. Leta 2000 je prejel Nobelovo nagrado za mir za mirovniške prizadevanja med Severno in Južno Korejo.

## Zgodnje življenje in izobraževanje
Kim je bil rojen 6. januarja 1924, kot drugi od sedmih otrok srednjega razreda kmetov. Maturiral iz v Mokpo komercialni srednji šoli leta 1943 z odličnimi ocenami. Potem ko je delal kot referent za japonsko ladjarsko družbo  v času okupacije Koreje s strani Japonske. Postal je tudi lastnik te družbe in obogatel. Kasneje je ubežal komunističnim oblastem med korejsko vojno.

## Vstop v politiko
Kim je prvič vstopil v politiko leta 1954 in se obdržal med politiki tudi po vojaškem udaru in postal viden predstavnik opozicije do leta 1967. Leta 1971 je kandidiral kot poglavitni opozicijski kandidat Parku Čung-hiju, a je tesno poražen. Kim je nekaj let kasneje bil aretiran, izgnan, ob vrnitvi v Južno Korejo pa je bil ponovno zaprt leta 1976. Obsojen je bil na pet let zapora, a mu je bila kazen zmanjšana na hišni pripor od leta 1978. Kim je pridobil nazaj svoje politične pravice, predvsem prepoved udeležbe v političnih dejavnostih v letu 1979 po Parkovem atentatu. 

## Smrtna kazen, izgon, volilni boj
V letu 1980 je bil Kim vnovič aretiran in obsojen na smrt zaradi naklepa zarotništva in izdaje države ob napovedi ponovnega državnega udara v političnem okolju, kjer je Kim imel vidno politično podporo. Papež Janez Pavel II je poslal pismo prošnje za Kima, tudi katolika, kjer prosi za pomilostitev, ki je bila odobrena in Kim je bil nato obsojen le na 20-letni zapor. Kasneje kazen spremenijo v izgon iz države in Kim se preseli v ZDA in postane gostujoči profesor v ZDA, kjer predava v Bostonu in Harvard univerzi. Leta 1985 se vrne nazaj v Korejo, kjer je v hišnem priporu. Vztraja tudi pri političnem udejstvovanju kot opozicijski kandidat in nekajkrat kandidira neuspešno za predsednika Južne Koreje. Decembra 1997 je uspešno izvoljen za predsednika Južne Koreje. Velja oznaka, da je bil izvoljen kot kandidat ekonomsko manj razvite regije s težko preteklostjo, ki je prišel na oblast v času grozeče azijske gospodarske krize. Njegov predsedniško obdobje je bilo zaznamovano z gospodarsko reformo in iskanjem mirnih odnosov z Severno Korejo. 

## Po predsedovanju
Kim je do smrti pozival na zadržan odnos do sosede in njenega jedrskega orožnega programa in upal na ohranitev boljših odnosov do sosede. Na državnem pogrebu je bil deležen veliko časti. Po mnenju mnogih gre za prvega levo usmerjenega politika v Južni Koreji. 